# Asunción (provincie)
| Asunción                                               | Asunción                            |
| ------------------------------------------------------ | ----------------------------------- |
| Lacul Yanarahu                                         |                                     |
| Harta localizării provinciei în cadrul regiunii Ancash |                                     |
| Informații generale                                    |                                     |
| Nume nativ                                             | Provincia de Asunción               |
| Țară                                                   | Peru                                |
| Regiune                                                | Ancash                              |
| Fondare                                                | 1983                                |
| Primar                                                 | Ronald Broncano Cadillo (2011-2014) |
| - Capitală                                             | Chacas                              |
| - Suprafață totală                                     | 529 km2                             |
| - Districte                                            | 2                                   |
| Populație                                              |                                     |
| An recensământ                                         | 2005                                |
| - Totală                                               | 9,054                               |
| - Densitate                                            | 17/km2                              |
| Fus orar                                               | UTC-5                               |
| Sit web                                                | http://www.munichacas.gob.pe/       |
| Modifică text                                          |                                     |

Asunción este una dintre cele douăzeci de provincii din regiunea Ancash din Peru. Capitala este orașul Chacas. Se învecinează cu provinciile Yungay, Carlos Fermín Fitzcarrald, Huari și Carhuaz.

## Diviziune teritorială
Provincia este divizată în 2 districte (spaniolă: distritos, singular: distrito):
- Acochaca
- Chacas

## Grupuri etnice
Provincia este locuită de către urmași ai populației quechua. Limba spaniolă este limba care a fost învățată de către majoritatea populației (procent de 80,56%) în copilărie, iar 18,38% dintre locuitori au vorbit pentru prima dată spaniolă.

## Galerie

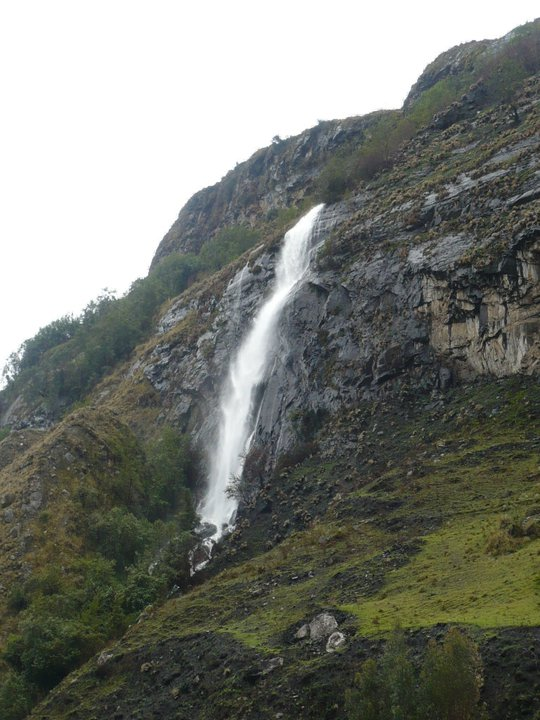
Cascada Waqramarka, la 12 km vest de Chacas, folosită în special pentru canoe
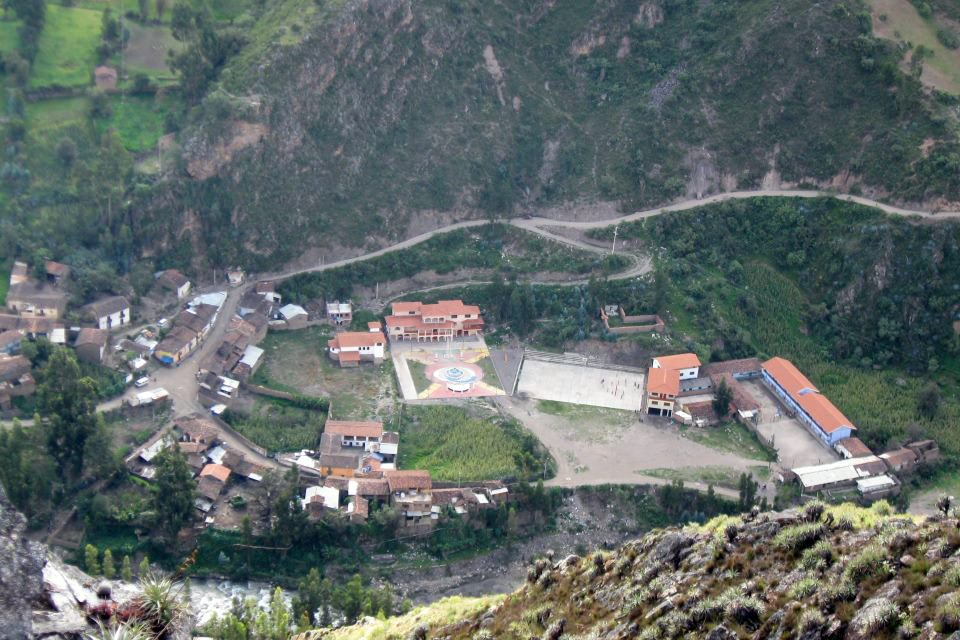
Acochaca  (Aquchaka)